# 모노노케 (애니메이션)
《모노노케》(일본어: モノノ怪)는 2007년 일본에서 심야 TV 애니메이션 방송용으로 제작된 일본풍 호러 애니메이션 작품.
일본에서는 후지 테레비 계열 노이타미나의 8번째 작품으로 2007년 7월 12일부터 같은해 9월 27일까지 방영되었다. 총 12 화, 5개의 에피소드로 구성.

## 작품 개요
이 작품은 노이타미나에서 이전에 방영되었던 《괴 ~아야카시~》의 에피소드 〈화묘〉의 속편으로, 제작 스탭도 거의 동일하다.
전작에 이어 정체불명의 약장수를 주인공으로, 근세(에도 시대)의 일본을 배경(단 본 작품 중, 마지막 에피소드는 예외적으로 근대가 배경)으로 하여, 〈자시키와라시〉〈우미보즈〉〈놋페라보〉〈누에〉〈화묘〉, 요괴의 이름을 딴 5개의 에피소드가 옴니버스 형식으로 그려져 있다.

## 줄거리
"모노노케"를 벨 수 있는 퇴마의 검을 지니고 자국을 떠도는 약장수 남자가 있다. 그가 부르는 것인지, 검이 부르는 것인지 약장수 앞에는 차례차례 요괴가 나타난다.
"모노노케"를 만드는 것은 인간의 인과와 인연. 인간의 사념이나 원한이 요괴에게 씌였을 때 "모노노케"가 된다. 그리고 그가 가는 곳에 "이 세상의 연민"이 나타났다 사라져간다...

## 등장인물
약장수
성우: 사쿠라이 타카히로
본작의 주인공인 정체불명의 행상인. 본명·연령·혈통 등은 불명. 본인 왈 "평범한 약장수". 잿빛의 긴 머리와 파란 눈에 쿠마도리같은 화장을 하고 있다. 요염한 분위기를 풍기는 미청년으로 무심코 반해버리는 등장 인물도 적지 않다. 짐짓 거드름을 피우듯이 말하기도 한다. 본인은 "인간이다"라고 주장하지만 귀가 길고 뾰족하며, 송곳니도 짐승처럼 표족하다. 또한 시대가 변해도 겉모습은 거의 그대로인 채로 나타나는(다만 동일한 인물인지는 불명) 등 보통 사람과는 확실히 이질적인 부분이 있다. 모노노케를 베는 퇴마의 검(성우:타케모토 에이지)를 휴대하고 있지만, 베기위해서는 모노노케의 형태·내력·까닭 이 세가지를 알아야만 한다. 그 외에도 결계 북이나 장벽이 되기도 하는 부적, 모노노케와 영적인 거리를 재는 천칭 등, 신기한 도구를 다수 가지고 있다. 옷의 무늬는 나방을 모티브로 하고 있다고 공식 설정 자료에서 밝혔다.
봉인이 풀린 약장수 (설정집 준거)
퇴마의 검을 "해방"하면 봉인을 풀기 전의 약장수와 뒤바뀌거나 혹은 모습이 바뀌어 나타난다. 갈색 피부와 잿빛의 긴 머리, 붉은 눈으로 전신에 금 무늬를 두르며, 그 외에도 목이 굵어지고 가슴이 두꺼워지는 등 전투적인 체형으로 변한다. 약장수의 화장과 문양이 이동하면서 금 선 같은 것이 전신에 퍼지는 묘사가 있다. 그 선은 피부위에 꿈틀거리고 있으며 때로는 몸에서 떨어져 나와 공중에 퍼지기도 한다. 해방된 퇴마의 검을 휘둘러 모노노케를 퇴치한다. 작품 속에서는 이런 모습을 가리키는 고유명칭은 나오지 않으며 캐스트 목록에도 약장수로만 나온다. 토크 이벤트에서 설정상 정식 명칭은 있으나 스탭사이에서는 〈하이바〉라고 부르고 있다고 밝혔다.

### 좌부동자(座敷童子)
비 내리는 밤의 여관을 무대로 하여, 여관 주인과 한 임산부 앞에 좌부동자(座敷童子)가 나타나는 에피소드. 2화 구성.
시노
성우: 타나카 리에
비내리는 밤에 여관 〈요로즈야〉에 찾아간 금발의 주근깨 여자. 섬기고 있던 가문의 도련님의 아이를 배고 있다.
히사요
성우: 후지타 토시코
요로즈야의 여주인. 방은 만실이었으나, 임신 중인 시노의 부탁을 거절하지 못하고 원래는 객실이 아닌 최상층의 방에 머물게 한다.
토쿠지
성우: 시오야 코조
요로즈야의 카운터를 담당
나오스케
성우: 타케모토 에이지
시노가 일하고 있던 가문에서 보낸 살인청부업자. 아기와 함께 시노를 죽이려고 하고 있다.
도련님
성우: 누마타 유스케
시노가 배고 있는 아이의 아버지
자시키와라시
성우: 히비 아이코
아기
성우: 코마츠 리카
요로즈야에 머문 시노의 앞에 갑자기 나타난 아기들.

### 우미보즈
요괴가 출몰하는 바다를 헤매는 배를 무대로, 우미보즈와 바다 요괴들이 나타나는 에피소드. 3화 구성
- 관련용어: 우츠로부네, 보타락도해, 용의 삼각지대

카요
성우: 유카나
화묘 소동으로 (전작 에피소드) 약장수와 알게 된 아가씨. 에도에 새로운 일거리를 찾으러 가기 위해 배에 탄다.
겐케이
성우: 나카오 류세이
덕을 쌓은 고승.
소겐
성우: 나미카와 다이스케
겐케이의 제자. 스승을 존경하며 신변잡일을 돌봐주고 있다.
사사키 효에
성우: 사카구치 다이스케
젊은 무사. 약장수가 가지고 있는 〈퇴마의 검〉에 관심이 많으며 검이 검집에서 빠지는 것을 보고싶어 한다.
애도(愛刀)는 쿠지카사네다(九字兼定).
야나기 겐요사이
성우: 세키 토모카즈
수험자. 영적인 것에 관해서는 지식이 풍부하지만 지나치게 자신감에 충만해 쉽게 설쳐댄다. 말투는 무용담을 들려주는 듯한 어투이다.
미쿠니야 타몬
성우: 타카토 야스히로
해상 운송선 〈솔라리스 마루〉의 주인. 돈의 망자.
고로마루
성우: 타케모토 에이지
〈솔라리스 마루〉의 선장
우미자토
성우: 와카모토 노리오
물고기처럼 생긴 장님 요괴. 비파를 연주하며 "네가 가장 두려워하는 것은 무엇이냐"고 묻는다.
오요
성우: 이케자와 하루나
겐케이의 여동생. 긴 흑발의 소녀. 과거 오빠를 대신해 우츠로부네에 혼자 탔다.

### 놋페라보
어느 번사의 집에 시집온 여자를 앞에 놋페라보가 나타나는 에피소드. 총 2화 구성.
- 관련용어: 노, 아츠모리

오쵸
성우: 쿠와시마 호코
기요키 번 번사의 집에 시집온 여자. 어머니의 기대에 부흥하기 위해 어렸을 때부터 줄곧 감정을 억누르고 살아왔다.
가면의 남자
성우: 미도리카와 히카루
오쵸 앞에 나타난 정체불명의 남자. 언제나 담뱃대를 들고 여우가면을 쓰고 있으며, 가면은 여러가지로 바뀐다.
오쵸의 어머니
성우: 마야마 아코
남편을 잃고 집안이 기울어가자 오쵸를 유명한 무가에 시집을 보내 가문을 되살리려 계획한다. 딸이 어렸을 때부터 혹독하게 예도를 가르쳤다.
오쵸의 남편 (사사키 카즈마사)
성우: 타케모토 에이지
오쵸에게 함부로 대하며, 아내라기보다 접대부 대하듯이 한다.
시어머니
성우: 우에무라 노리코
집안의 실권을 장악하고 있다. 오쵸를 좋게 보고있지 않다.
시동생 부부
성우: 오카모토 히로시, 사사키 아키
부부 둘다 오쵸를 바보취급한다.

### 누에
눈이 펑펑 내리는 교토의 귀족 저택에서 조향이 열리고, 누에가 나타난다. 총 2 화 구성.
- 관련사상: 란쟈타이

오사와 로보
성우: 아오노 타케시
루리히메의 신랑 후보 중 한 명. ~외다 등의 말투를 쓰는 귀족. 향도를 즐긴다.
무로마치 토모요시
성우: 타케모토 에이지
루리히메의 신랑 후보 중 한 명. 향도에는 무지한 동국의 사무라이. 거칠고 직선적인 성격.
나카라이 탄스이
성우: 히로세 마사시
루리히메의 신랑 후보 중 한 명. 해상 운송선을 운영하고 있다. 향도에서는 유명한 인물. 루리히메에게 호의를 갖고 있다.
짓손지 코레나리
성우: 우치다 나오야
루리히메의 신랑 후보 중 한 명. 맨살 위에 카미시모와 하카마를 걸치고 있다. 신랑을 결정하는 자리에는 나타나지 않았다. 향도에는 자신있음.
루리히메
성우: 야마자키 와카나
향도 후에노코지류의 종가. 4명의 신랑 후보에게 겐지향으로 승부할 것을 제안한다.
늙은 여승
성우: 코무라 유리
루리히메를 섬기는 여승. 시력이 좋지 않다.
여아
성우: 카마다 코즈에
저택 안에 나타났다 사라지는 의문의 소녀
누에
얼굴은 원숭이, 몸통은 너구리, 손발은 호랑이, 꼬리는 뱀으로 만들어졌다는 상상의 동물. 보는 각도에 따라 다른 모습으로 보인다는 원령.

### 화묘
지하철 개통식 중 화묘가 나타나는 에피소드. 3화 구성. 본 작품 속에서 유일하게 근대화된 일본을 배경으로 한다. 시대가 바뀌어도 변함없는 약장수의 모습때문에 호객꾼 혹은 유랑극단으로 오해를 받는다.
모리야 키요시
성우: 타케모토 에이지
신문사 기자. 개통된 지하철을 취재하러 왔다.
후쿠다 쥬타로
성우: 이와자키 히로시
시장. 지하철 개통과 관련하여 뇌물수수설이 돌고 있다.
카도와키 사카에
성우: 이나바 미노루
형사. 지하철에 탑승하는 시장의 경호임무를 맡고 있다.
키노시타 분페이
성우: 사사키 세이지
전차 운행기사. 개통된 지하철 운행기사이기도 하다.
노모토 치요
성우: 유카나
역 앞 까페의 종업원. 유명한 여배우가 되고 싶어한다. 전작의 〈화묘〉및 본작의 〈우미보즈〉에 등장하는 카요와 호응하는 캐릭터.
야마구치 하루
성우: 소미 요코
미망인. 시어머니와의 생활에 염증을 느끼고 몰래 애인인 사카이와 밀회를 하고 있다.
코바야시 마사오
성우: 히비 아이코
우유배달을 하는 소년
이치카와 세츠코
성우: 오리카사 후미코
신문기자이자 모리야의 부하. 어떤 대형 특종기사를 취재하고 있다.

## 주요 스탭
- 기획 - 마츠즈키 요코（후지 테레비）
- 감독 - 나카무라 켄지
- 캐릭터 디자인・총작화감독 - 하시모토 타카시
- 각본 - 요코테 미치코, 코나카 치아키, 타카하시 이쿠코, 이시카와 마나부
- 미술감독 - 쿠라하시 타카시, 호사카 유미
- CG감독 - 모리타 노부히로
- 애니메이션 제작 - 토에이 애니메이션
- 음악 - 타카나시 야스하루
- 코믹컬라이즈 - （영 간간에 연재)

## 주제가

### 오프닝 테마
- 〈하현의 달〉 (下弦の月)

작사:香和文 / 작곡·편곡:코마츠 료타 / 노래:코마츠 료타×찰리 코세이

### 엔딩 테마
- 〈여름의 꽃〉 (ナツノハナ)

작사:하시모토 미유키 / 작곡:谷口尚久 / 편곡:CHOKKAKU / 노래:JUJU

## 서브 타이틀
| 화수   | 부제(원제)   | 부제(풀이)              | 부제(풀이) | 각본            | 그림 콘티                         | 연출                         | 작화 감독                                       |
| ------ | ------------ | ----------------------- | ---------- | --------------- | --------------------------------- | ---------------------------- | ----------------------------------------------- |
| 제1화  | 座敷童子     | 좌부동자 (자시키와라시) | 전편       | 타카하시 이쿠코 | 나카무라 켄지                     | 나카무라 켄지, 하타노 코헤이 | 하시모토 타카시                                 |
| 제2화  | 座敷童子     | 좌부동자 (자시키와라시) | 후편       | 타카하시 이쿠코 | 와타나베 스미오                   | 와타나베 스미오              | 와타나베 나츠키                                 |
| 제3화  | 海坊主       | 우미보즈                | 서장       | 코나카 치아키   | 후루하시 카즈히로                 | 우치야마 마나                | 이가이 카즈유키                                 |
| 제4화  | 海坊主       | 우미보즈                | 2장        | 코나카 치아키   | 후루하시 카즈히로                 | 마츠모토 요시히사            | 소가 아츠시                                     |
| 제5화  | 海坊主       | 우미보즈                | 최종장     | 코나카 치아키   | 후루하시 카즈히로                 | 하타노 코헤이                | 쿠보 히데미, 하카마다 유지                      |
| 제6화  | のっぺらぼう | 놋페라보                | 전편       | 이시카와 마나부 | 우에다 히데히토                   | 우에다 히데히토              | 岡辰也                                          |
| 제7화  | のっぺらぼう | 놋페라보                | 후편       | 이시카와 마나부 | 우메자와 아츠토시 와타나베 스미오 | 나카오 유키히코              | 와타나베 나츠키, 하카마다 유지                  |
| 제8화  | 鵺           | 누에                    | 전편       | 코나카 치아키   | 야마자키 코지                     | 야마자키 코지                | 石原恵治, 쿠보 히데미                           |
| 제9화  | 鵺           | 누에                    | 후편       | 코나카 치아키   | 야마자키 코지                     | 야마자키 코지                | 소마 히데코,쿠하라 시게키 하야마 켄지, 石原恵治 |
| 제10화 | 化猫         | 화묘                    | 서장       | 타카하시 이쿠코 | 石黒育                            | 하타노 코헤이                | 桑原幹根, 하카마다 유지                         |
| 제11화 | 化猫         | 화묘                    | 2장        | 타카하시 이쿠코 | 石黒育                            | 우에다 히데히토              | 岡辰也                                          |
| 제12화 | 化猫         | 화묘                    | 최종장     | 요코테 미치코   | 石黒育                            | 나카무라 켄지                | 하시모토 타카시                                 |

## 만화
모노노케 (영 간간 코믹스, 스퀘어에닉스)
작화:, 원작:괴 ~아야카시~ 제작위원회 애니메이션 〈화묘〉
- 일 (2008년 2월 25일 발행)
- 이 (2008년 10월 25일 발행)

잡지 《영 간간》에 연재되었다. 타이틀은 《모노노케》이지만, 내용은 《괴 ~아야카시~》의 〈화묘〉의 만화판

## 같이 보기
- 모노노케 히메
- 요괴